# Alan Asaid
Alan Asaid, född 24 maj 1983, är en svensk essäist, kritiker och översättare av framförallt ryskspråkig skönlitteratur, men även från engelska och franska, till svenska. Han är även artikelförfattare i Svenskt översättarlexikon.

## Översättningar (urval)
- Det sällsamma fallet Benjamin Button. F. Scott Fitzgerald. Originaltitel: The Curious Case of Benjamin Button. Novellix, 2013.
- En dåres anteckningar. Nikolaj Gogol. Originaltitel: Novellix, 2014.
- Fästmön. Anton Tjechov. Originaltitel: Невеста. Novellix, 2014.
- Livets stråle. Michail Bulgakov. Originaltitel: Луч жизни. Novellix, 2014.
- En löjlig människas dröm. Fjodor Dostojevskij. Originaltitel: Сон смешного человека. Novellix, 2014.
- Ett enkelt hjärta. Gustave Flaubert. Originaltitel: Un Cœur simple. Novellix, 2014
- Madame de Breyves melankoliska sommar. Marcel Proust. Originaltitel: Mélancolique villégiature de Mme de Breyves. Novellix, 2014.
- Resan till Arzrum vid tiden för fälttåget 1829. Aleksandr Pusjkin. Originaltitel: Путешествие в Арзрум во время похода 1829 года. Ruin, 2016.
- Den tatuerade Mnemosyne. Regina Derieva. Dikter i urval och översättning av Alan Asaid. Ars Interpres Publications, 2016.
- Horatio Sparkins. Charles Dickens. Originaltitel: Horatio Sparkins. Novellix, 2016.
- Kavalleristens anteckningar. Nikolaj Gumiljov. Originaltitel: Записки кавалериста. Modernista, 2017.
- Efter balen. Lev Tolstoj. Originaltitel: После бала. Novellix, 2017.
- De blindas rike. H. G. Wells. Originaltitel: The Country of the Blind. Novellix, 2018.
- Ankomst till Atlantis. Dikter 1958-2014. Tomas Venclova. Bokförlaget Faethon, 2018.
- En senkommen resa. Daan Heerma van Voss. Originaltitel: Een verlate reis. Bokförlaget Faethon, 2018.
- En gata i Paris och dess invånare. Honoré de Balzac. Originaltitel:Une rue de Paris et son habitant. Novellix, 2019.
- De yttre tingens ordning. Sentenser, sarkasmer, paradoxer. Regina Derieva. Originaltitel: Порядок внешних вещей. Bokförlaget Faethon, 2020.
- Proust i Grjazovets. Föredrag i ett sovjetiskt fångläger. Józef Czapski. Originaltitel: Proust contre la déchéance/Proust w Griazowcu. Bokförlaget Faethon,  2021.
- Om tacksamhet (ur dagboken 1919). Marina Tsvetajeva. Originaltitel: O blagodarnosti (Iz dnevnika 1919). Ars Interpres Publications/Pamphilus, 2021.
- Bilder av den flytande världen. Dikter och kritik. Amy Lowell. Bokförlaget Faethon, 2021.
- Tallinns stenar. Samlade dikter 1962-1996. Arvo Mets. Bokförlaget Faethon, 2021.